# Stephen Leacock
Pour les articles homonymes, voir Leacock.
Œuvres principales

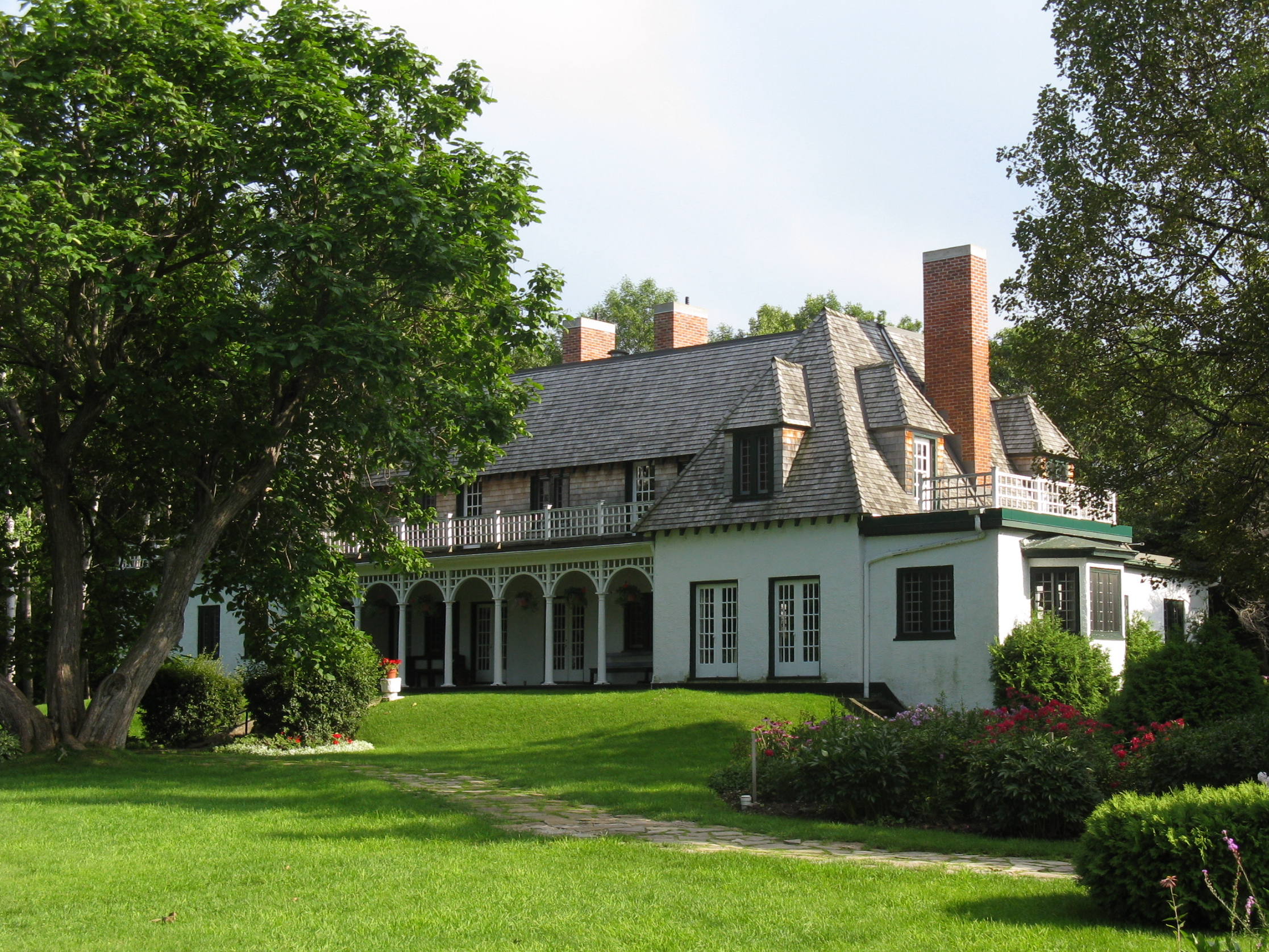
Maison de Stephen Leacock à Orillia, dans le comté de Simcoe, en Ontario.

Stephen Leacock (Swanmore, 30 décembre 1869 - Toronto, 28 mars 1944) est un enseignant, politologue, économiste, écrivain et humoriste canadien. Il est considéré comme l'humoriste anglophone le plus connu du monde de 1915 à 1925.

## Biographie
Stephen Leacock naît à Swanmore, dans l'Hampshire (Angleterre) en 1869. Il est le troisième d'une famille de onze enfants. À l'âge de six ans, il emménage avec sa famille dans une ferme à Egypt, en Ontario. Bien que les Leacock aient connu une vie plutôt aisée en Angleterre, le père de Stephen, Peter, a été banni de la maison familiale pour avoir épousé Agnes Butler sans la permission de ses parents. Le grand-père de Leacock les soutient en leur donnant de l'argent. Peter devient alcoolique. À l'automne 1878, il part vers le Manitoba avec son frère E.P. Leacock, laissant seuls Agnes et les enfants. En 1942, E.P. Leacock sera le sujet d'un sketch de Stephen, My Remarkable Uncle (Mon remarquable oncle).
En 1882, Stephen rejoint ses deux frères aînés, Jim et Dick, en intégrant l'Upper Canada College de Toronto. Il est meilleur élève que la moyenne. Il devient corédacteur et président du journal de l'école, The College Times, de 1886 à 1887. En 1887, il obtient son diplôme et est désigné Head Boy de sa classe. Il revient ensuite à la ferme où il retrouve son père, de plus en plus porté sur la boisson. Celui-ci quitte peu après définitivement le foyer familial. Certaines sources indiquent qu'il est parti pour la Nouvelle-Écosse et a changé son nom en Lewis.
En 1887, il intègre l'University College de l'Université de Toronto, où il est admis dans la fraternité Zeta Psi[réf. nécessaire]. En raison de difficultés financières, il ne peut retourner à ses études l'année suivante. Il quitte l'université pour travailler en tant qu'enseignant — un emploi qu'il abhorre — à Strathroy-Caradoc puis à Toronto.
En 1889, il est accepté à l'université de Chicago où il a pour enseignant Thorstein Veblen. Il obtient un doctorat d'économie politique et de science politique[réf. nécessaire]. Il amorce ensuite une carrière de professeur d'économie politique à l'Université McGill à Montréal où il obtient un poste permanent en 1908. Il y enseigne jusqu'à sa retraite en 1936, à soixante-cinq ans, une retraite obligatoire qu'il tente vainement de combattre. 
Il est conservateur social et est partisan de l'ancien Parti conservateur du Canada. Il est contre le droit de vote des femmes, l'immigration non anglo-saxonne, mais pour l'introduction d'une politique d'assistance sociale[réf. nécessaire].

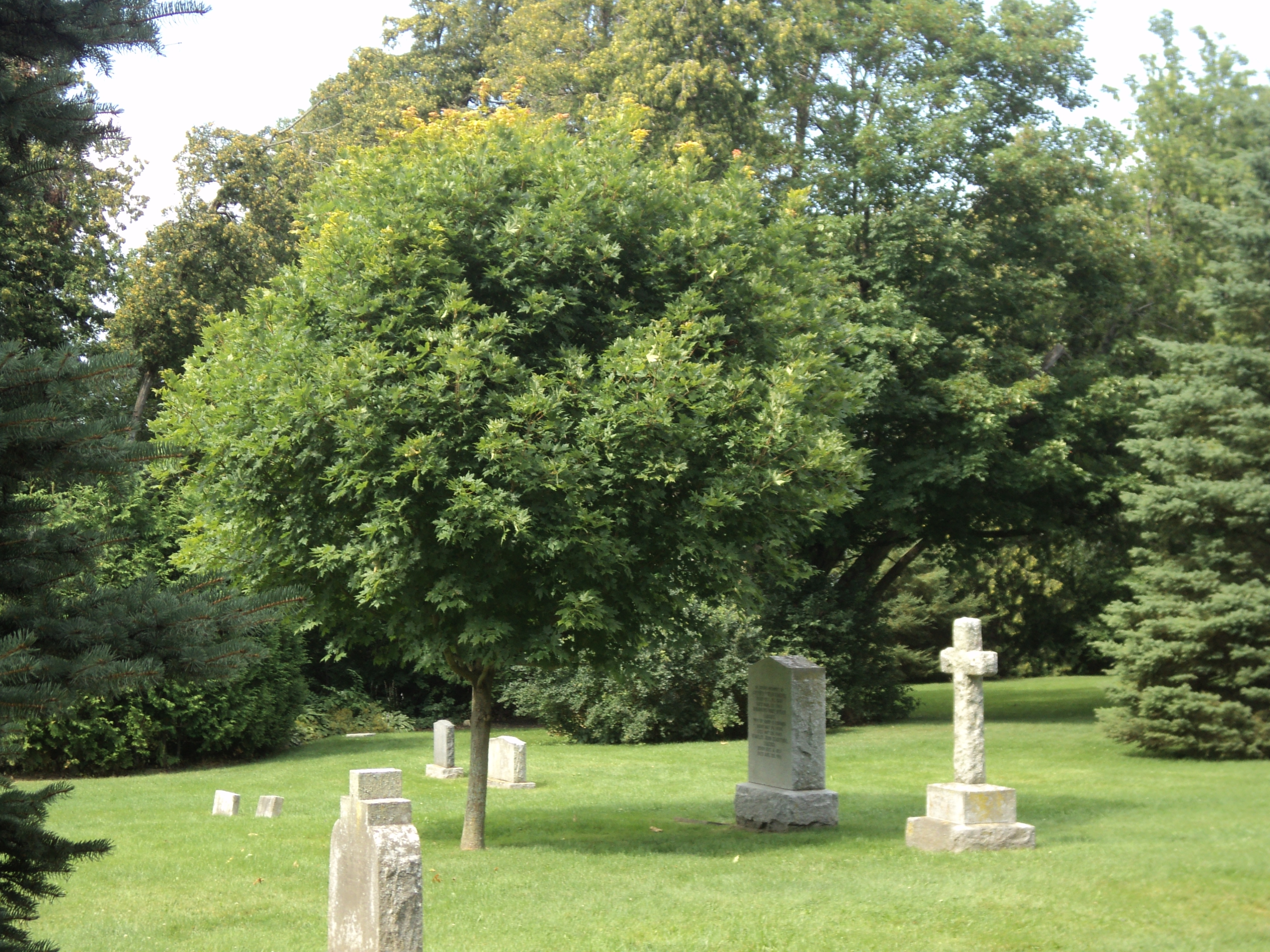
Tombe de M. Leacock, sous l'ombre d'un arbre au cimetière de l'église anglicane de Sibbald's Point, Ontario.

Stephen Leacock meurt en 1944, à Toronto, d'un cancer de la gorge. Il repose pour l'éternité sous l'ombre d'un arbre dans la cimetière de l'église anglicane de Sibbald's Point, Ontario (partie de la ville de Georgina). Une plaque historique bilingue de la province de l'Ontario en face de la rangée de haies commémore sa vie (malgré ceci, la face en français de la plaque n'est visible qu'à travers les haies) 

### Carrière littéraire
Tôt dans sa carrière, Leacock s'oriente vers la fiction, l'humour et de brefs textes pour compléter ses appointements. Ses histoires, d'abord publiées dans des magazines canadiens et américains, puis plus tard recueillies et publiées en volume, deviennent très populaires à travers le monde. Il a été dit en 1911 que plus de personnes avaient entendu parler de Stephen Leacock que du Canada. Entre 1915 et 1925, il est l'humoriste le plus connu du monde anglophone,,,. Stephen Leacock admirait particulièrement l'humoriste Robert Benchley, avec qui il entame une correspondance ; il le pousse notamment à écrire un livre à partir de son travail, ce qu'il fait en 1922.
Durant l'été, Stephen Leacock vit à Old Brewery Bay, sa résidence à Orillia, près des lacs Simcoe et Couchiching. Old Brewery Bay est désormais un musée et un lieu historique national du Canada. La ville d'Orillia lui inspire la ville fictive de Mariposa (en) qu'il développe dans Bienvenue à Mariposa (Sunshine Sketches of a Little Town), parue en 1912.
Bien qu'il ait publié des articles et des livres relatifs à son champ d'études, ses théories politiques sont désormais presque oubliées.
Il remporte le Prix du Gouverneur général : études et essais de langue anglaise 1937 pour My Discovery of the West: A Discussion of East and West in Canada.
Sa maison à Orillia est devenu un musée dédié à sa mémoire.

## Patrimoine
Plusieurs lieux au Canada anglais portent son nom (le Stephen Leacock Theatre à Keswick , plusieurs écoles en Ontario ...), mais seulement quelques lieux au Québec ( Place Stephen-Leacock à Saint-Bruno-de-Montarville  et le Leacock Building à McGill ).

## Œuvre

### Romans, nouvelles et sketches
- Literary Lapses (1910) Publié en français sous le titre Histoires humoristiques, traduit pas Michel Chrestien, Paris, Éditions Robert Laffont, 1963 ; réédition, Paris, LGF, coll. « Le Livre de poche » no 3384, 1972 ; réédition de la même traduction sous le titre Ne perdez pas le fil, Paris, Union générale d'éditions,coll. « 10/18. Domaine étranger » no 1428, 1981  (ISBN 2-264-00356-1) ; réédition de la même traduction sous le titre Panique à la banque, Paris, Payot & Rivages, coll. « Littérature étrangère », 2008  (ISBN 978-2-7436-1849-0)
- Nonsense Novels (1911)
- Sunshine Sketches of a Little Town (1912) Publié en français sous le titre Bienvenue à Mariposa, traduit par Thierry Beauchamp, Paris, Wombat, coll. « Les Insensées » no 18, 2014  (ISBN 978-2-919186-32-7)
- Behind the Beyond (1913)
- Arcadian Adventures with the Idle Rich (1914)
- Moonbeams from the Larger Lunacy (1915)
- Further Foolishness (1916)
- Essays and Literary Studies (1916)
- Frenzied Fiction (1918)
- The Hohenzollerns in America (1919)
- Winsome Winnie (1920)
- My Discovery of England (1922)
- College Days (1923)
- Over the Footlights (1923)
- The Garden of Folly (1924)
- Winnowed Wisdom (1926)
- Short Circuits (1928)
- The Iron Man and the Tin Woman (1929)
- The Dry Pickwick (1932)
- Afternoons in Utopia (1932)
- Hellements of Hickonomics in Hiccoughs of Verse Done in Our Social Planning Mill (1936)
- Funny Pieces (1936)
- My Discovery of the West: A Discussion of East and West in Canada (1937)
- Model Memoirs (1938)
- Too Much College (1939)
- My Remarkable Uncle (1942)
- Happy Stories (1943)
- How to Write (1943)
- Last Leaves (1945)

### Essais et ouvrages historiques
- Elements of Political Science (1906)
- Baldwin, Lafontaine, Hincks: Responsible Government (1907)
- Practical Political Economy (1910)
- Adventurers of the Far North (1914)
- The Dawn of Canadian History (1914)
- The Mariner of St. Malo (1914)
- The Unsolved Riddle of Social Justice (1920)
- Mackenzie, Baldwin, Lafontaine, Hincks (1926)
- Economic Prosperity in the British Empire (1930)
- The Economic Prosperity of the British Empire (1931)
- Humour: Its Theory and Technique, with Examples and Samples (1935)
- The Greatest Pages of American Humor (1936)
- Humour and Humanity (1937)
- Here Are My Lectures (1937)
- Our British Empire (1940)
- Canada: The Foundations of Its Future (1941)
- Our Heritage of Liberty (1942)
- Montreal: Seaport and City (1942)
- Canada and the Sea (1944)
- While There Is Time (1945)
- My Lost Dollar (1946)

### Biographies
- Mark Twain (1932)
- Charles Dickens: His Life and Work (1933)

### Autobiographie
- The Boy I Left Behind Me (1946)

## Anthologies disponibles en français
Anthologies françaises réunissant des textes puisés dans plusieurs ouvrages originaux :
- Textes choisis, traduit par Francine Sternberg, Paris, Julliard, 1966
- My Victorian Girlhood. Mémoires d'une jeune fille victorienne, traduit par Jean Gattégno, Paris, Lettres modernes, 1964
- Qui est le coupable ?, traduit par Thierry Beauchamp et Romain Rabier, Paris/Monaco, Éditions du Rocher, 2002  (ISBN 2-268-04346-0)
- L'Île de la tentation, et autres naufrages amoureux, traduit par Thierry Beauchamp et Romain Rabier, Paris Le Dilettante, 2003  (ISBN 2-84263-081-5)
- Le Plombier kidnappé, et autres bonnes vieilles histoires, traduit par Thierry Beauchamp, Paris, Le Dilletante, 2005  (ISBN 2-84263-116-1)
- Une nouvelle parodique dans le recueil collectif Sherlock Holmes dans tous ses états, Paris, Payot & Rivages, Rivages/Noir no 664  (ISBN 978-2-7436-1734-9)